# Sant Alari (Alt Loira)
Saint-Hilaire és un municipi francès situat al departament de l'Alt Loira i a la regió d'Alvèrnia-Roine-Alps. L'any 2007 tenia 192 habitants.

## Demografia

### Població
El 2007 la població de fet de Saint-Hilaire era de 192 persones. Hi havia 76 famílies de les quals 24 eren unipersonals (8 homes vivint sols i 16 dones vivint soles), 20 parelles sense fills, 28 parelles amb fills i 4 famílies monoparentals amb fills.
La població ha evolucionat segons el següent gràfic:
Habitants censats

### Habitatges
El 2007 hi havia 149 habitatges, 80 eren l'habitatge principal de la família, 54 eren segones residències i 15 estaven desocupats. 144 eren cases i 2 eren apartaments. Dels 80 habitatges principals, 72 estaven ocupats pels seus propietaris, 5 estaven llogats i ocupats pels llogaters i 3 estaven cedits a títol gratuït; 1 tenia una cambra, 3 en tenien dues, 13 en tenien tres, 14 en tenien quatre i 49 en tenien cinc o més. 13 habitatges disposaven pel capbaix d'una plaça de pàrquing. A 23 habitatges hi havia un automòbil i a 43 n'hi havia dos o més.

### Piràmide de població
La piràmide de població per edats i sexe el 2009 era:
| Homes | Edats   | Dones |
| ----- | ------- | ----- |
| 0     | 95 o +  | 0     |
| 0     | 90 a 94 | 0     |
| 4     | 85 a 89 | 0     |
| 0     | 80 a 84 | 0     |
| 20    | 75 a 79 | 0     |
| 0     | 70 a 74 | 8     |
| 0     | 65 a 69 | 4     |
| 8     | 60 a 64 | 0     |
| 8     | 55 a 59 | 4     |
| 20    | 50 a 54 | 8     |
| 0     | 45 a 49 | 8     |
| 8     | 40 a 44 | 12    |
| 4     | 35 a 39 | 4     |
| 8     | 30 a 34 | 4     |
| 8     | 25 a 29 | 4     |
| 12    | 20 a 24 | 4     |
| 0     | 15 a 19 | 0     |
| 20    | 10 a 14 | 12    |
| 0     | 5 a 9   | 0     |
| 0     | 0 a 4   | 4     |

## Economia
El 2007 la població en edat de treballar era de 124 persones, 84 eren actives i 40 eren inactives. De les 84 persones actives 81 estaven ocupades (48 homes i 33 dones) i 3 estaven aturades (1 home i 2 dones). De les 40 persones inactives 16 estaven jubilades, 7 estaven estudiant i 17 estaven classificades com a «altres inactius».

### Ingressos
El 2009 a Saint-Hilaire hi havia 83 unitats fiscals que integraven 206 persones, la mediana anual d'ingressos fiscals per persona era de 13.390 €.

### Activitats econòmiques
Dels 8 establiments que hi havia el 2007, 2 eren d'empreses de fabricació d'altres productes industrials, 1 d'una empresa de comerç i reparació d'automòbils, 2 d'empreses d'hostatgeria i restauració, 2 d'empreses de serveis i 1 d'una empresa classificada com a «altres activitats de serveis».
L'únic servei als particulars que hi havia el 2009 era un restaurant.
L'any 2000 a Saint-Hilaire hi havia 17 explotacions agrícoles que ocupaven un total de 660 hectàrees.

## Equipaments sanitaris i escolars
El 2009 hi havia una escola elemental integrada dins d'un grup escolar amb les comunes properes formant una escola dispersa.

## Poblacions més properes
El següent diagrama mostra les poblacions més properes.